# Prasugrel
Prasugrel (Effient, Efient) je antitrombotik koji je razvila kompanija Daiichi Sankyo Co. On je u prodaji za akutne koronarne sindrome usled perkutane koronarne intervencije (PCI). Prasugrel je odobren za upotrebu u Evropi februara 2009. Iste godine je FDA odobrila upotrebu ovog leka za redukciju učestalosti trombotičkih kardiovaskularnih događaja (uključujući stent trombozu) kod pacijenata sa akutnim koronarnim sindromom.

## Farmakologija
Prasugrel je član tienopiridinske klase inhibitora ADP receptora, poput tiklopidina (Tiklida) i klopidogrela (Plaviksa). Ti agensi redukuju agregaciju (gzrušavanje) trombocita putem ireversizibilnog vezivanja za 12 receptore. U poređenju sa klopidogrelom, prasugrel brže i konzistentnije inhibira adenozin difosfatom indukovanu agregaciju trombocita. On proizvodi taj efekat u većoj meri nego standardne i povišene doze klopidogrela kod zdravih volontera i pacijenata sa koronarnom arterijskom bolešću, uključujući pacijenate koji su bili podvrgnuti perkutanoj koronarnoj intervenciji.

## Spoljašnje veze
- „”. Архивирано на веб-сајту  (7. фебруар 2012)

|  | Molimo Vas, obratite pažnju na važno upozorenje u vezi sa temama iz oblasti medicine (zdravlja). |